# 包み
包み（つつみ）とは、重要な物などを外部と直接接触させないようにするために、外側を覆うために用いる物体のことである。
古代においては植物の皮や実、獣皮、貝殻などが用いられた。日本では笹や竹の皮、瓢箪、芋や柏の葉などが用いられ、特に神道では複数の柏の葉を竹ひごで閉じた葉椀（くぼて）が用いられた。中国大陸との交流が盛んになると紙や布で包みや袋や箱を作る事が行われるようになった。平安時代以後には貴族や武士などの支配階級では、物の包み方に関する作法が登場するようになる。また、この頃より衣装を包むのに「衣つつみ」・「平つつみ」と呼ばれる布が用いられるようになったが、江戸時代の天和年間頃より銭湯（風呂）に行くために利用すると言うので「風呂敷」という名前が付けられて一般化した。また、江戸時代には商品の輸送の便を考慮して用途別に笊（塩など）、俵（米・炭・塩など）、樽（油・酒・味噌）などが盛んに用いられるようになった。